# Јасеник (Гацко)
Јасеник је насељено мјесто у општини Гацко, Република Српска, БиХ. Према попису становништва из 1991. у насељу је живјело 85 становника.

## Становништво
Према попису становништва из 1991. године, мјесто је имало 85 становника.
| Демографија | Демографија | Демографија |
| Година      | Становника  | Становника  |
| ----------- | ----------- | ----------- |
| 1961.       | 127         |             |
| 1971.       | 123         |             |
| 1981.       | 102         |             |
| 1991.       | 85          |             |

## Знамените личности
- Гроф Сава Владиславић, српски трговац и руски гроф